# Philip Francis Pocock
Philip Francis Pocock (ur. 2 lipca 1906 w St. Thomas, zm. 6 września 1984) – kanadyjski duchowny rzymskokatolicki, w latach 1944–1951 biskup Saskatoon, 1951–1952 koadiutor i 1952–1961 arcybiskup Winnipeg, 1961–1971 koadiutor i 1971–1978 arcybiskup Toronto.

## Życiorys
Święcenia kapłańskie przyjął 14 czerwca 1930. 7 kwietnia 1944 został mianowany biskupem Saskatoon. Sakrę otrzymał 29 czerwca 1944. 6 sierpnia 1951 otrzymał nominację na koadiutora archidiecezji Winnipeg ze stolicą tytularną Aprus. 14 stycznia 1952 objął urząd arcybiskupa. 18 lutego 1961 został mianowany koadiutorem arcybiskupa Toronto otrzymując stolicę tytularną Isauropolis, arcybiskupem Toronto był od 30 marca 1971. 27 kwietnia 1978 zrezygnował z urzędu. Zmarł 6 września 1984. Brał udział we wszystkich czterech sesjach Soboru watykańskiego II.